# ハズソン
ハズソン（デンマーク語: Hadsund）(デンマーク語発音: [hæðˈsɔnˀ] ( 音声ファイル)) は、デンマークの都市。人口5051人（2019年）。ハズソンは北ユラン地域のマーイエーヤフィョアコムーネに属する。
1854年12月1日にデンマークのキングフレデリク7世から商業許可が与えられたときに市が設立されました。

## ハズソンに関連する人物
- エッベ・サンド：サッカー選手、生まれはオールボー。この地で育った。
- ピーター・ローゼンマイヤー、 卓球選手
- トーマス・クリスチャンセン、 サッカー選手

## 画廊

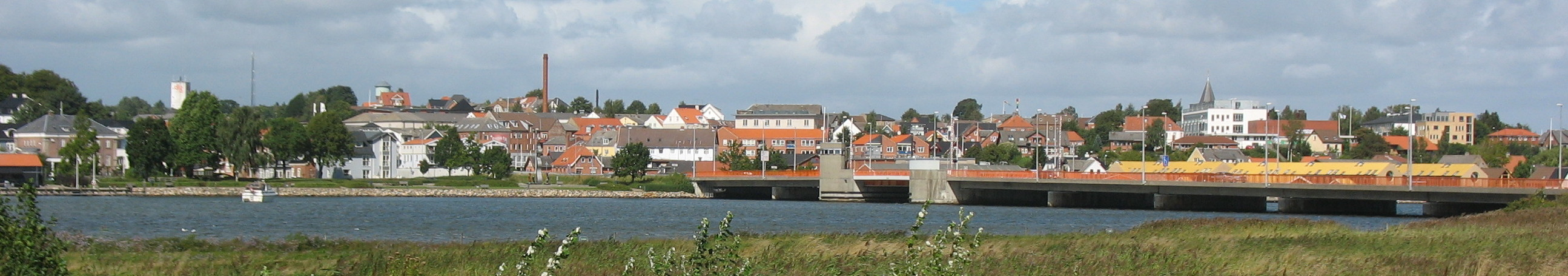
マーイエーヤ湾から見たハズソンとハズソン橋

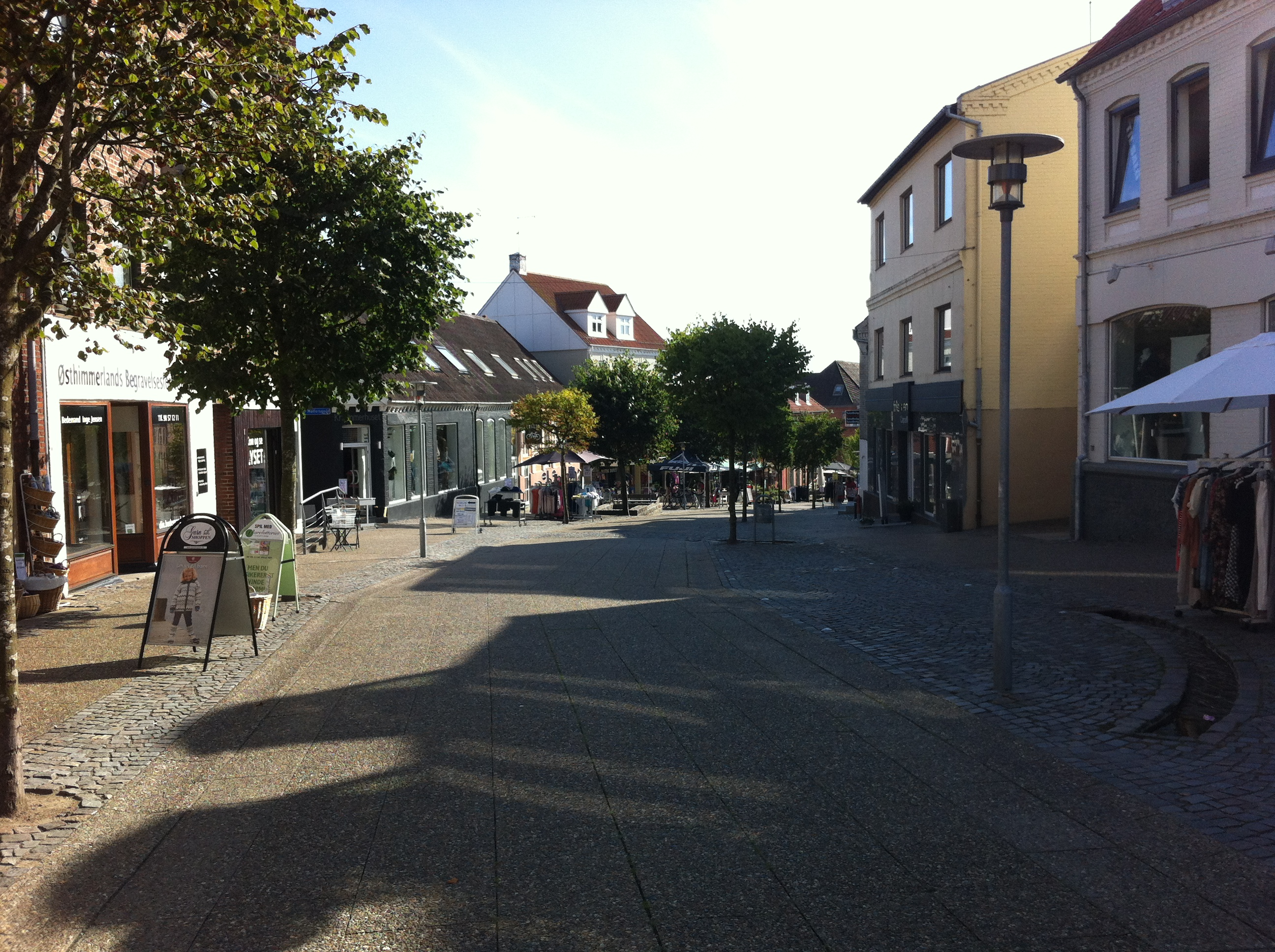
歩行者専用道
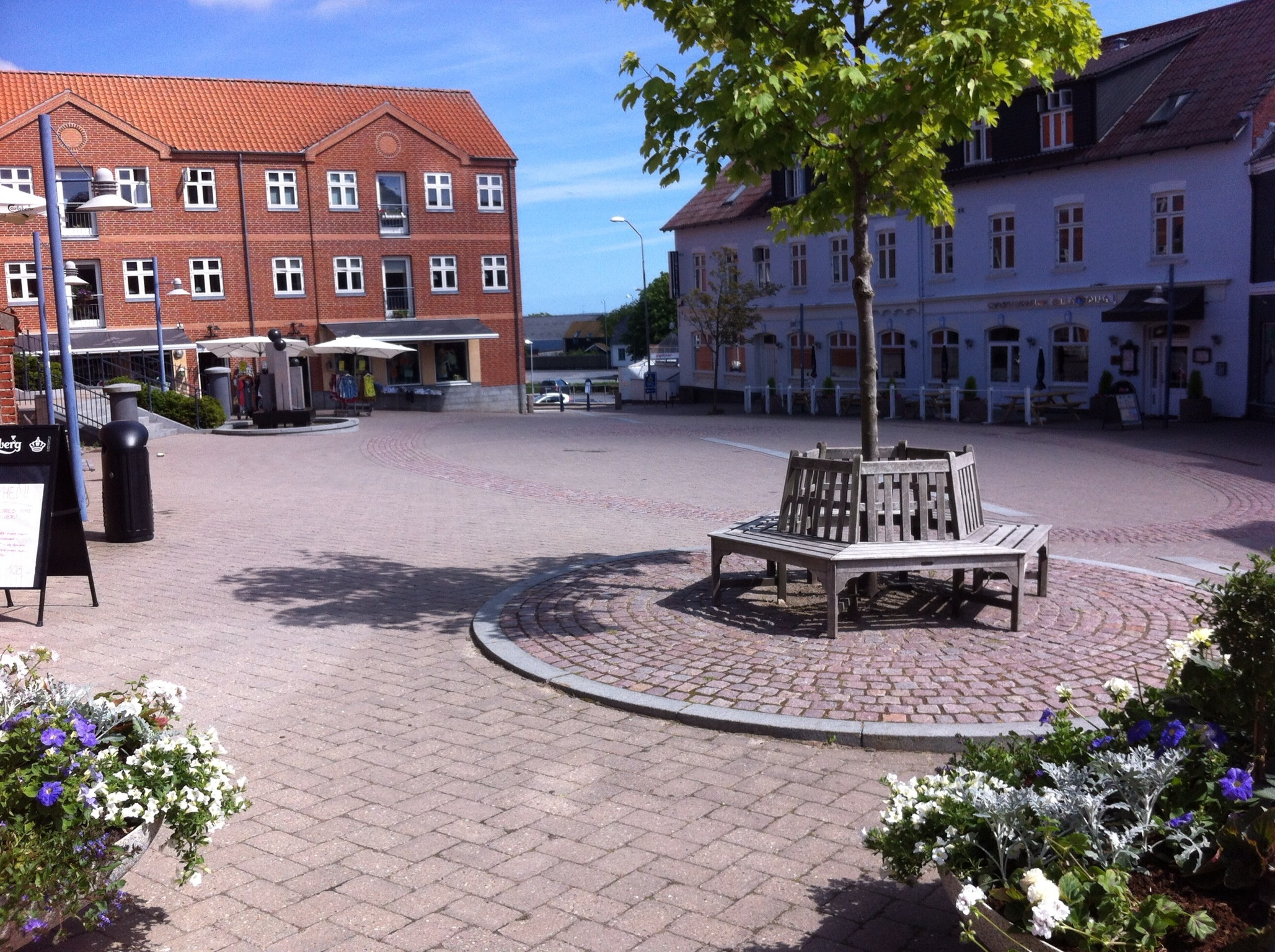
広場
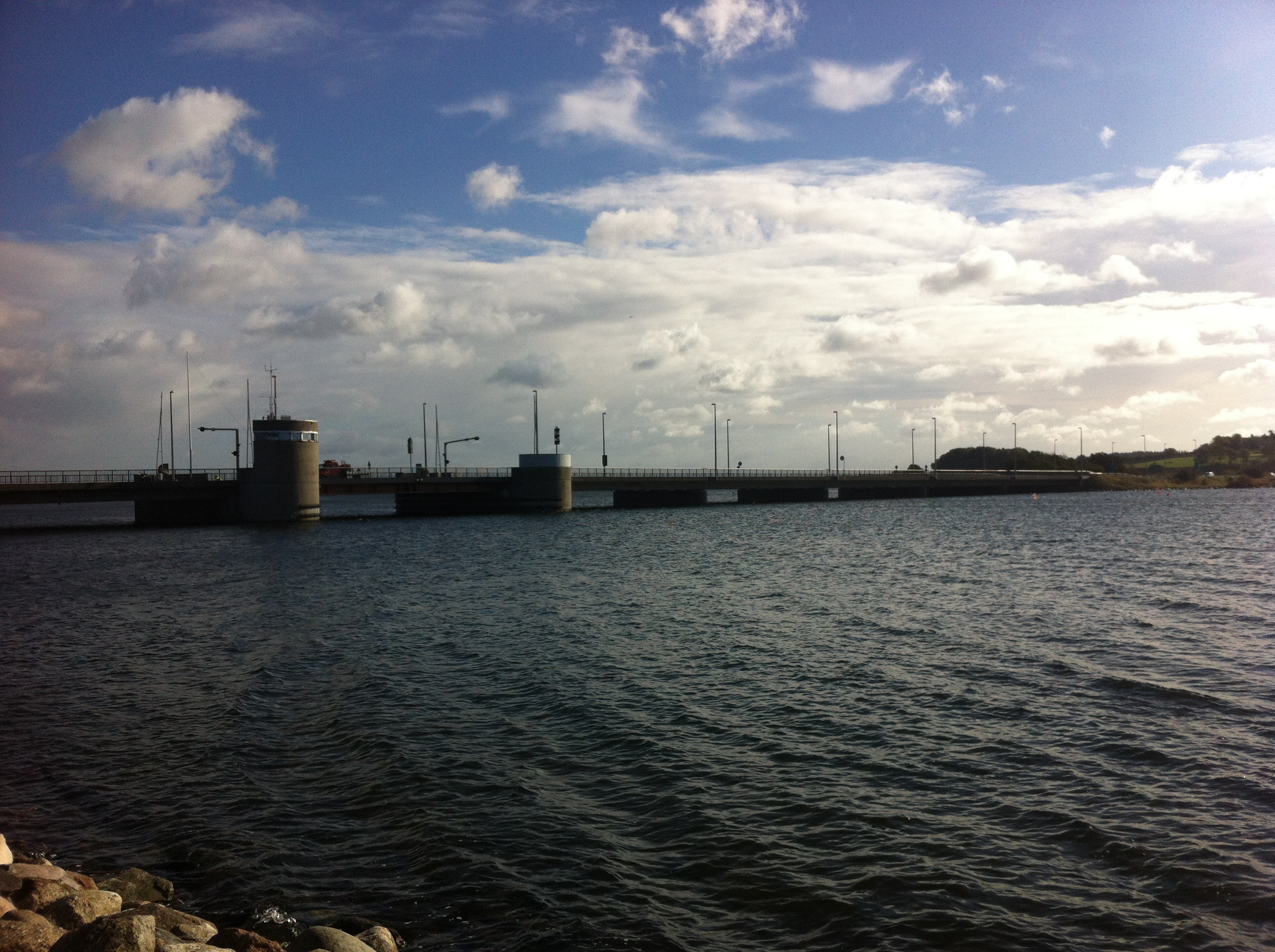
ハズソン橋
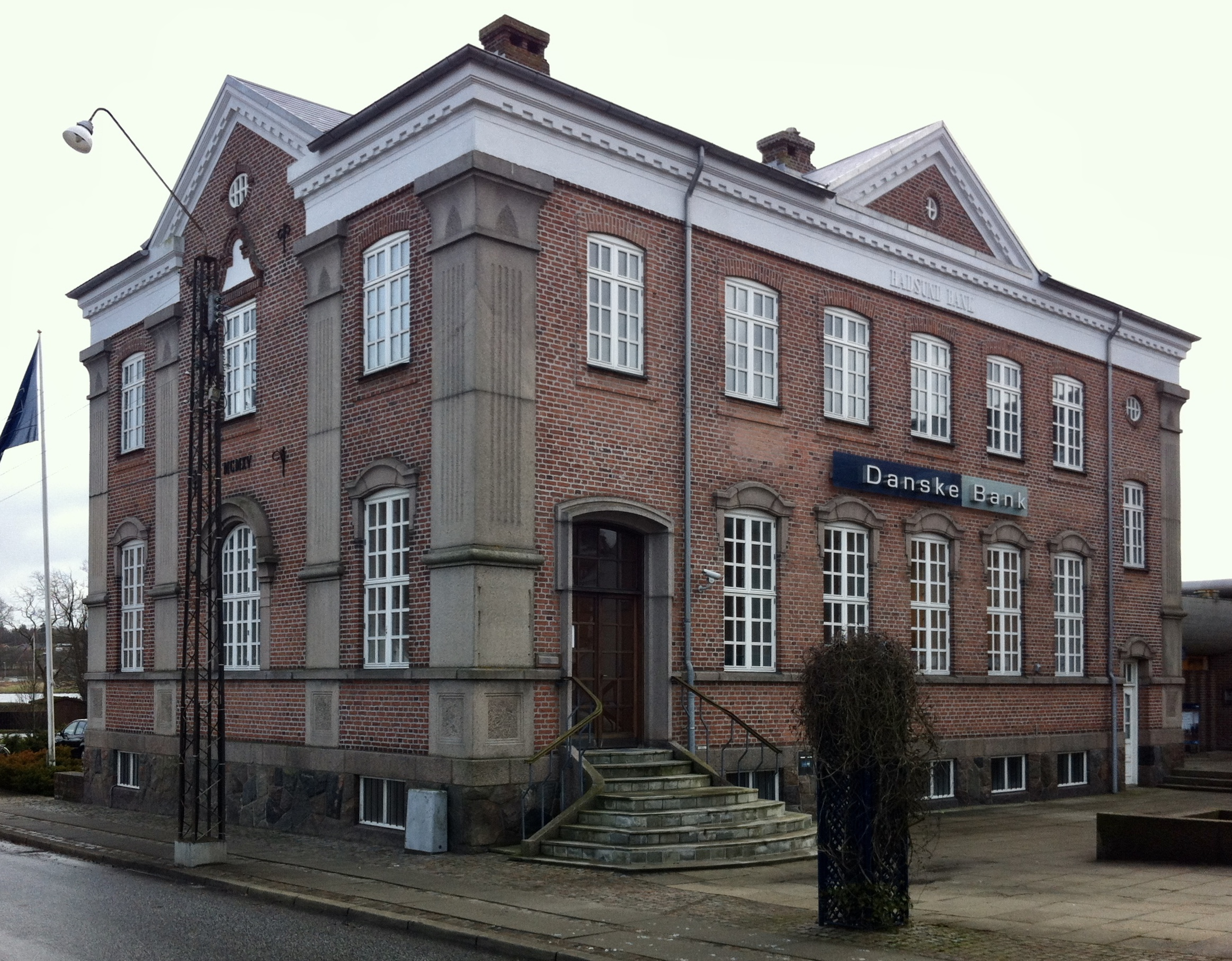
ハズソン銀行の建物
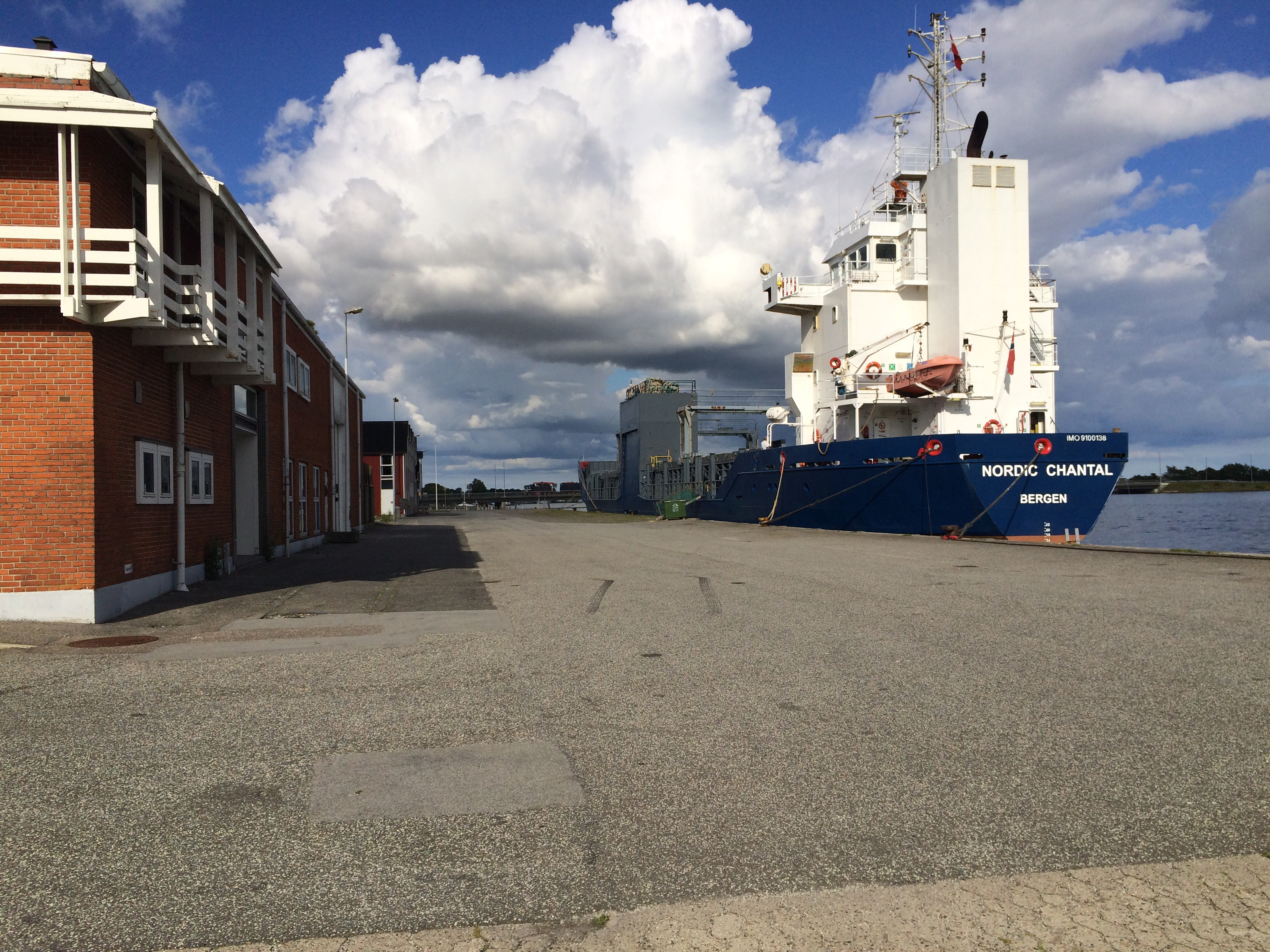
ハズソン港
下水処理場の管理棟
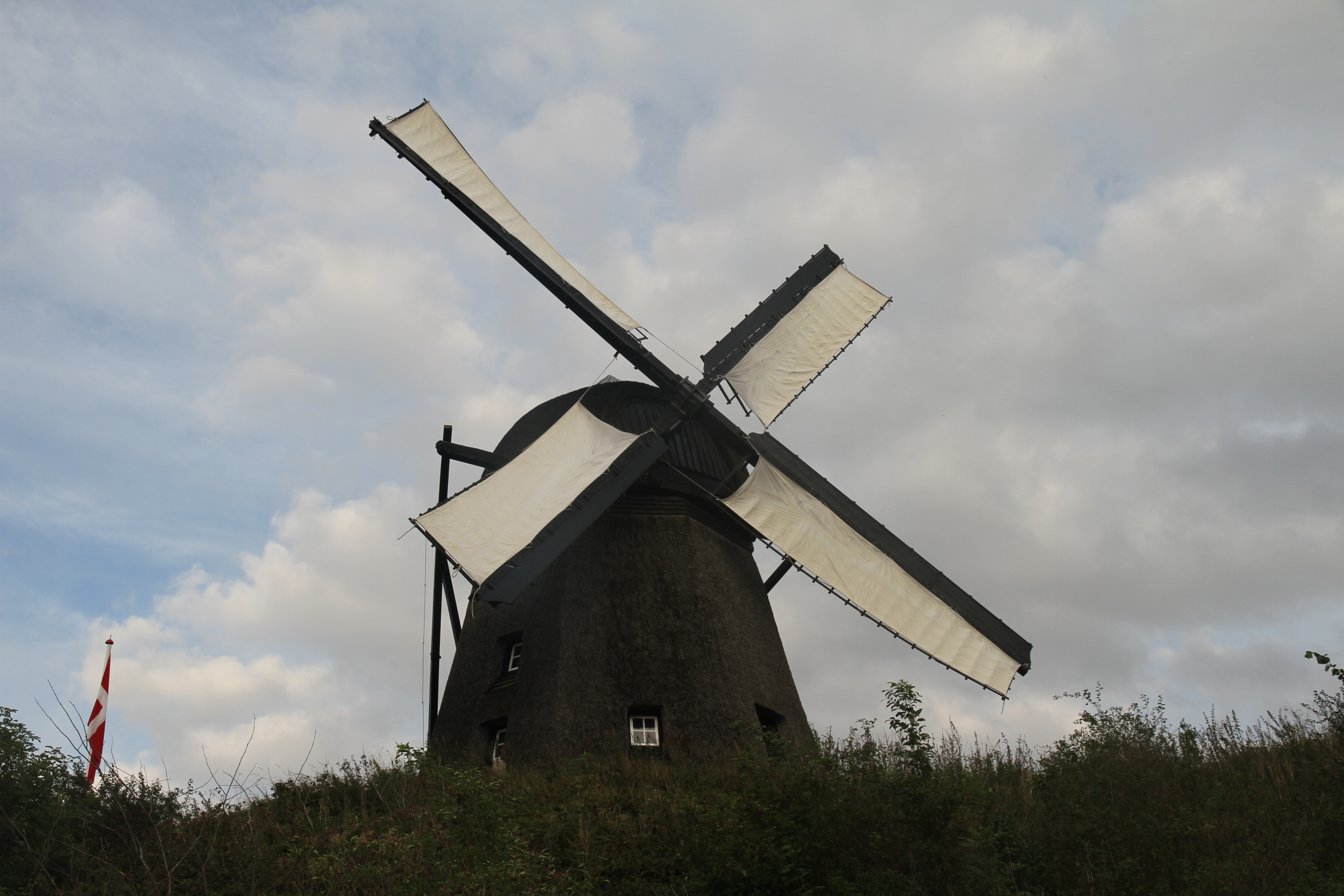
近郊に建つハウヌ風車